# Ди Алессандро, Джорджо
Джорджо Ди Алессандро — итальянский самбист и дзюдоист. Доктор спортивной медицины.

## Карьера
Бронзовый призёр чемпионатов Италии 1977 и 1978 годов по дзюдо. Призёр международных турниров по самбо, серебряный (1982, 1984) и бронзовый (1986, 1989) призёр чемпионатов Европы по самбо. Серебряный (1988) и бронзовый (1983, 1984) призёр чемпионатов мира по самбо. Бронзовый призёр Всемирных игр 1985 года по самбо. Серебряный призёр Кубка мира по самбо 1987 года. 
По самбо выступал во второй средней (до 90 кг) и полутяжёлой (до 100 кг) весовых категориях. 
Профессор. Доктор медицинский наук. Специалист по спортивной медицине, медицинской реабилитации и иглоукалыванию. Работает в городе Интерлакен (Швейцария).